# Onach

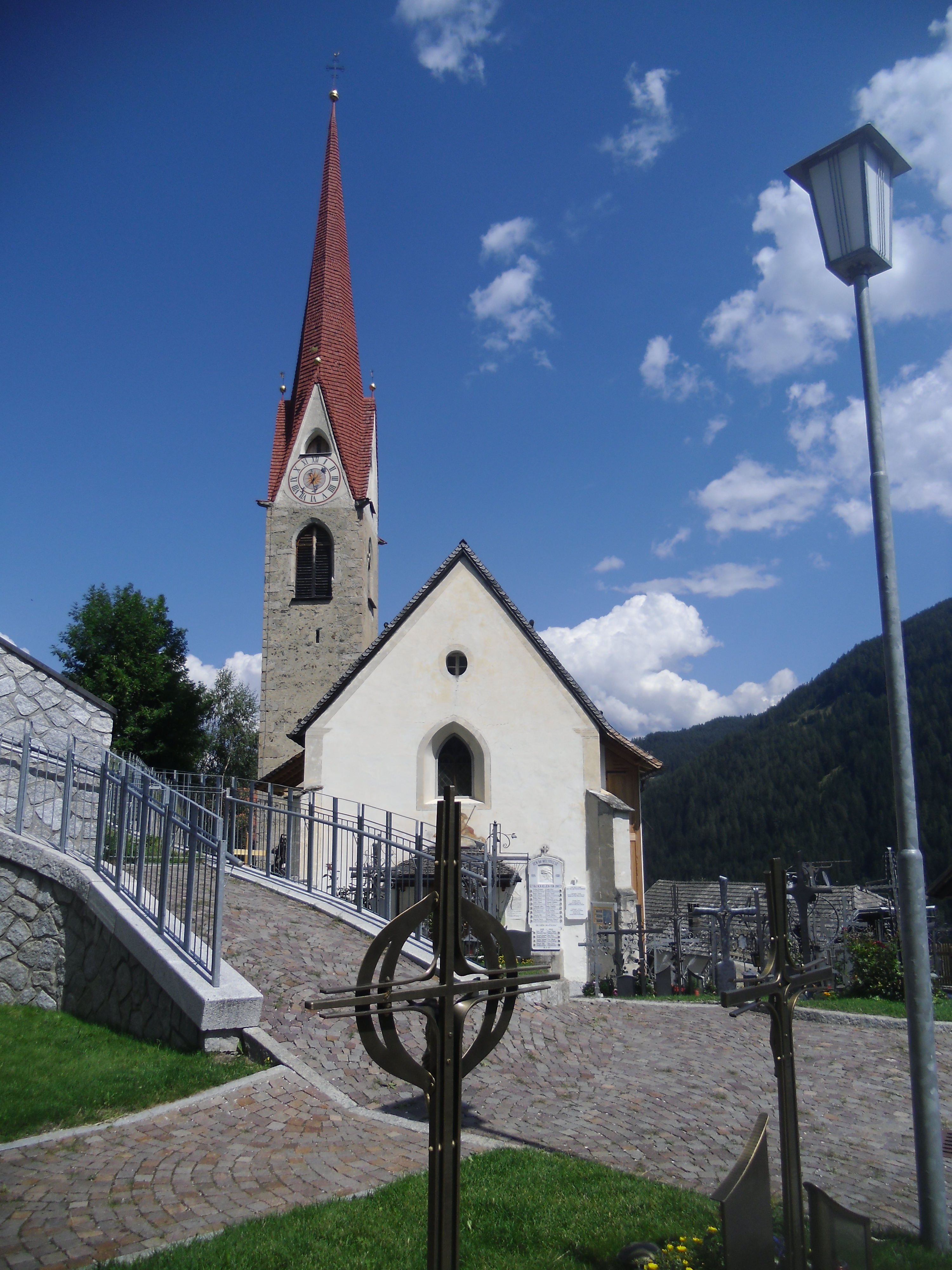
Pfarrkirche St. Jakob

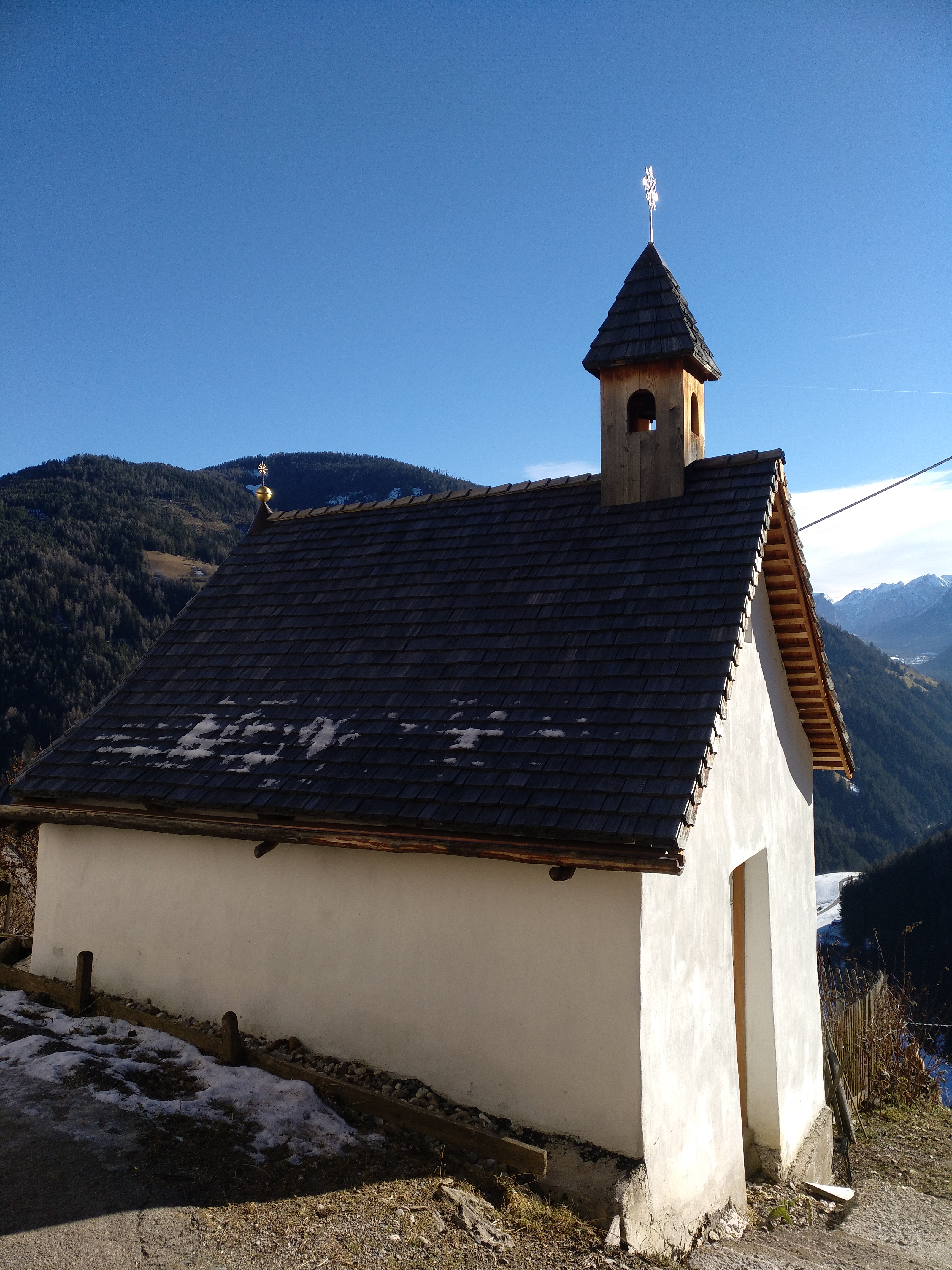
Maria im Schnee

Onach (mundartlich Uina, ladinisch und italienisch Onies) ist ein Dorf mit etwa 270 Einwohnern in Südtirol und eine Fraktion der Gemeinde St. Lorenzen. Es ist eine der wenigen Siedlungen im Gadertal mit mehrheitlich deutschsprachiger Bevölkerung.

## Geographie
Das Bergdorf befindet sich im äußeren Gadertal auf der orographisch linken Seite der Gader. Die Pfarrkirche liegt auf 1144 m ü. A. Die Häuser stehen inmitten von steilen Wiesenhängen, die da und dort mit Eschen, Sträuchern und anderer Flora bepflanzt sind, um den Boden gegen das Abgleiten zu sichern. Die Teilung in Unteronach (Siedlung mit der Pfarrkirche) und Oberonach (Maria Schnee und höhere Höfe) wird heute nur mehr selten vorgenommen.
Sprachgeographisch ist Onach Teil der südlichen Grenze des deutschsprachigen Raumes.

## Geschichte
Auf der Wieseralm oberhalb von Onach wurden Siedlungsspuren aus der Urgeschichte gefunden. Es handelt sich um saisonale Rastplätze von Jägern.
Der Name Onach erscheint erstmals als Oneia in einer Schenkungsurkunde aus dem Jahr 893. Die Bedeutung lässt sich nicht mehr erschließen. Die Endung -eia kommt mehrfach in Tirol und Mitteleuropa vor. Sie wird als Indiz für eine vorrömische, womöglich rätische Herkunft gesehen. Die Schriftzeugnisse entwickelten sich von Oneia (893 und 982) zu Nonaium (1260), Nonauer Clausen (1290), Onai (1320), Anay (1394) und schließlich Onach (1410).
Flurnamen und Siedlungsformen weisen auf eine ursprünglich ladinische Bevölkerung hin, die im Laufe des Mittelalters den bairischen Dialekt des Pustertals übernommen hat.
Die erste Meldung von einer Kirche in Onach findet sich im Jahr 1451. Das Langhaus wurde 1575 angebaut. 1755 wurde Onach zur Kuratie erhoben. 
Im Jahr 1455 belehnte der Brixner Bischof Nikolaus von Kues Hans Jöchl von Sterzing mit Besitz in Onach.
Ein in Onach lange gepflegter Brauch war das Kirchtagsalmosen. Jeder Onacher Grundbesitzer musste eine Kirchtagssteuer entrichten, mit der ein Stier angekauft wurde. Er wurde am Samstag vor dem Kirchtag geschlachtet und in einer Sudküche beim heutigen Widum zubereitet. Anschließend verteilte man die Suppen an die Armen. Der Brauch stammte aus der Pestzeit und wurde bis in die Mitte des 19. Jhs. praktiziert.
Am Nachmittag des 12. August 1895 zerstörte ein Feuer die Schule, das Widum, das Haus des Meßnerbauern und das Dach der Pfarrkirche. Ursache soll eine Tabakpfeife gewesen sein.
1923 wurde im Zuge der Italianisierung der ladinische Name Onies als amtliche italienische Form adaptiert. 1928 wurde das bis dahin eigenständige Onach der Gemeinde St. Lorenzen zugeschlagen.